# Paix de Dieu
Vous lisez un « bon article » labellisé en 2007.
Ne doit pas être confondu avec Trêve de Dieu.
La Paix de Dieu (en latin Pax Dei) est un mouvement spirituel et social des Xe et XIe siècles, organisé par l'Église catholique et soutenu par le pouvoir civil. Son but est d'obtenir une pacification du monde chrétien occidental et de maîtriser l'usage de la violence dans la société.

## Contexte
La dissolution de l'Empire carolingien au IXe siècle, et la « mutation féodale » qui l'accompagne, se caractérisent par la croissance des exactions commises par les seigneurs. Ceux-ci tentent d'imposer à la paysannerie et au clergé leur protection en échange de revenus ou bien se livrent à des guerres privées qui provoquent d’importants dégâts et engendrent de nombreuses victimes. Mais dans la seconde moitié du Xe siècle, à l'approche de l'an mil, les religieux qui ont su conserver une conduite exemplaire dans le contexte de désordres ont acquis une grande autorité spirituelle.
S'inspirant des précédents carolingiens, tel le capitulaire de 884 par lequel le roi Carloman alourdit les sanctions contre les rapines et demande aux évêques de les réprimer, ou le concile de Trosly de 909 qui exhorte à la pénitence et a recours à l'anathème, les autorités religieuses du centre de la France imposent la Paix de Dieu. Les évêques et abbés réunissent des conciles qui condamnent les débordements des chevaliers et tentent de moraliser leur conduite. Ce mouvement eut une très grande importance car il aboutit à la définition des droits et devoirs des trois ordres et fonda les bases morales de la société médiévale occidentale.

### La féodalité
Pendant le haut Moyen Âge, le pouvoir se mesurant à la clientèle qu'il peut entretenir, le prince doit rétribuer ses vassaux pour s'assurer de leur fidélité. Les richesses principales de l'époque, en l'absence d'un commerce développé, sont la possession de terre ou de charges administratives ou religieuses. La dispersion de leur patrimoine auprès de leurs vassaux ayant conduit à l'effacement des Mérovingiens, les premiers Carolingiens essayent d'empêcher une évolution similaire.

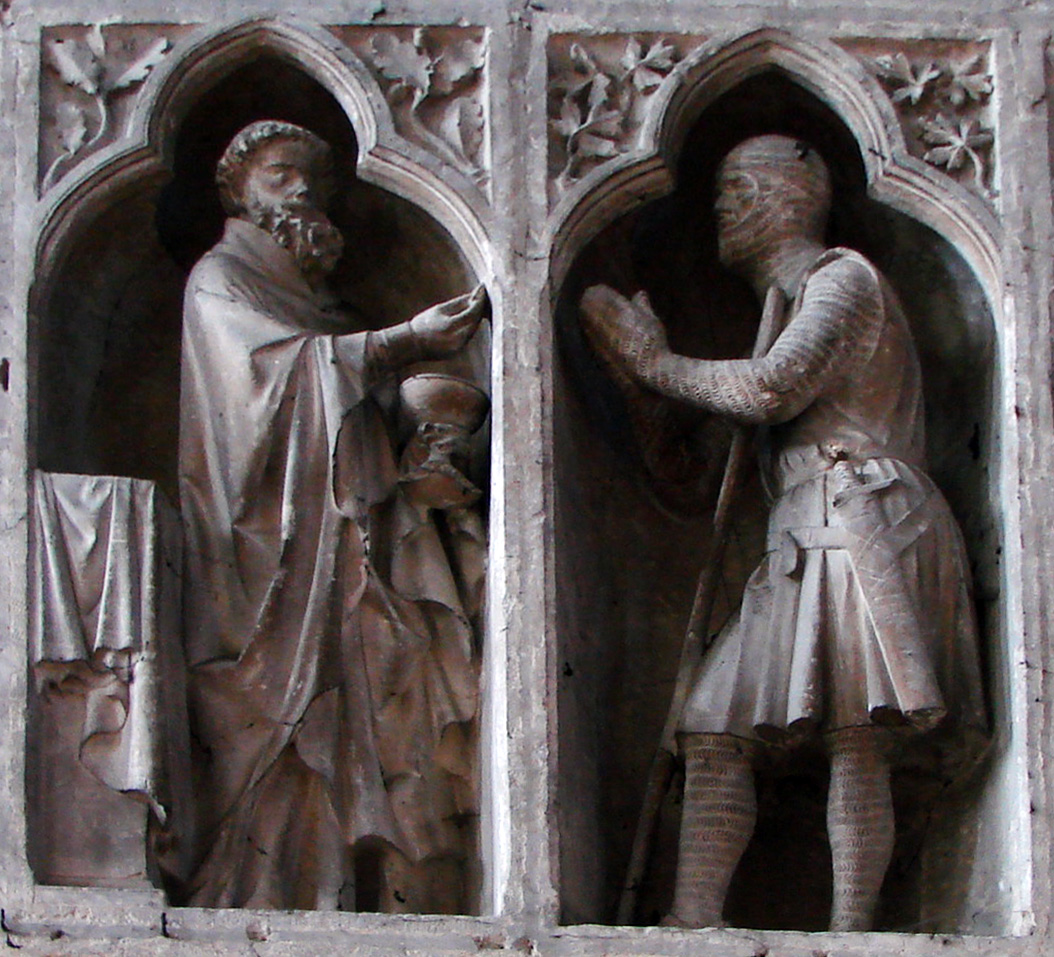
Scène de la « communion du chevalier » au revers de façade de la cathédrale de Reims.

Pour maintenir l'unité de l'Empire carolingien, Charlemagne introduit la cérémonie de recommandation qui impose un serment de vassalité. Il surveille de près ses vassaux grâce à l'inspection régulière conduite par les missi dominici et parce qu'ils sont convoqués annuellement pour partir en campagne (dont les conquêtes territoriales et le butin associé pourront être redistribués). D'autre part, il ne concède les charges qu'à titre viager ce qui lui permet de récupérer les terres à la mort du vassal, d'éviter la perte progressive de ses possessions et de conserver un moyen de pression sur ses vassaux auxquels la jouissance des terres accordées en précaire peut être retirée.
Mais son fils Louis le Pieux rompt l'équilibre entre les biens fonciers fiscaux et les biens fonciers accordés en jouissance à la noblesse. Dès lors, il n'est plus assez riche pour entretenir ses vassaux et plus rien ne bride leurs velléités naturelles d'indépendance. De plus les campagnes militaires deviennent moins fréquentes après 820 et les contrôles par les missi dominici se raréfient et sont de moins en moins efficaces (ils deviennent coûteux à entretenir, sont corruptibles et les voyages à l'époque sont difficiles): le contrôle des vassaux se fait de plus en plus lâche.
De plus, Charlemagne avait pris l'habitude de confier les terres en précaire au fils de ses vassaux à la mort de ceux-ci. Progressivement, la transmission héréditaire devient habituelle et la notion juridique de patrimoine royal selon laquelle la terre et les charges appartiennent au souverain est oubliée ou négligée. Les choses s'aggravent encore quand les fils de Louis le Pieux s'entre-déchirent pour le pouvoir et concèdent dans ce cadre de plus en plus d'autonomie à leurs vassaux pour conserver leur soutien.
Le règne de Charles le Chauve est symptomatique : après le partage de Verdun intervenu en 843 entre les trois fils de Louis le Pieux, il hérite du royaume de Francie occidentale, mais il a besoin du consentement et de l'appui de l'aristocratie pour entrer véritablement en possession de son royaume : à l'assemblée de Coulaine en novembre 843, il leur concède « la jouissance paisible de leur fonction et de leurs biens » et, en retour, ils lui apportent « aide et conseil ». Il tente de conserver l'autorité impériale par tous les moyens, s'adjoignant en particulier le soutien des ecclésiastiques auxquels il concède la possibilité de battre monnaie. Le passage définitif vers la féodalité se fait quand il garantit à ses vassaux la faculté de léguer leurs terres à leur héritier par le capitulaire de Quierzy-sur-Oise du 16 juin 877.

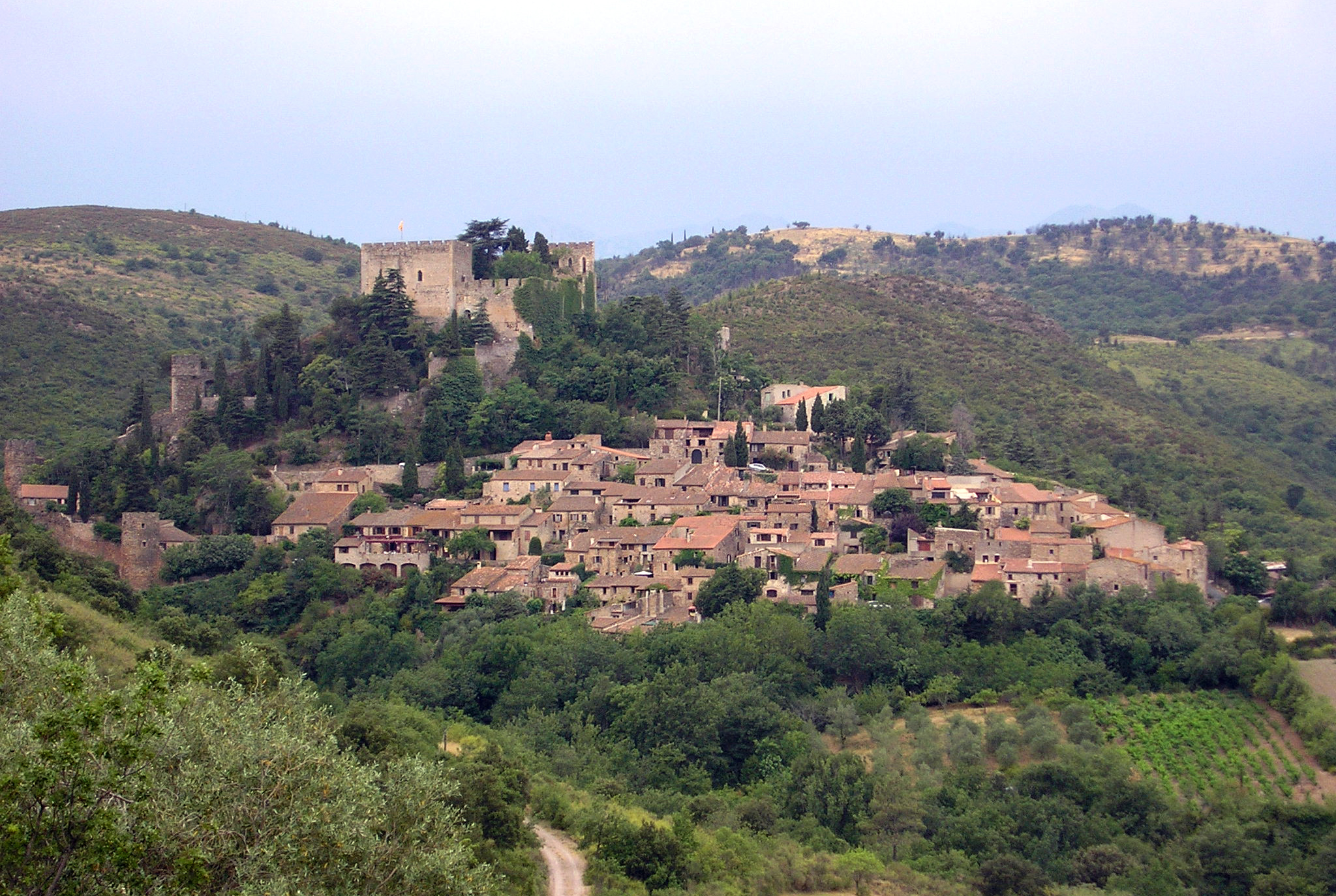
Château de Castelnou (Xe siècle).

L'autorité du roi s'effondre d'autant plus vite que l'armée carolingienne est taillée pour une stratégie offensive avec l'organisation de campagnes annuelles qui forcent les voisins au respect (ils finissent d'ailleurs par payer un tribut). Or, cette logistique lourde ne peut répondre aux raids rapides et incessants des Sarrasins ou des Vikings dont le principal atout est la mobilité. Dès lors la défense doit être prise en charge localement.
Au Xe siècle, les châteaux forts prolifèrent, parfois au mépris de toute légalité, leurs propriétaires exerçant protection et domination sur les territoires alentour. Dans ces temps incertains d'invasions et de guerres privées continuelles, les habitants viennent se regrouper à proximité du château ce qui légitime le châtelain, et l'exercice du ban seigneurial. Celui-ci peut imposer taxes, péages, corvées, banalités (usage imposé d'équipements seigneuriaux à titre onéreux : fours, moulins…) levées par ses sergents. En échange, les vivres stockés au château pourvoient à la survie des manants (vient du latin « résider ») réfugiés entre ses murs en cas de pillage. Enfin, les amendes prélevées en rendant justice selon le principe du Wergeld de la loi salique sont une autre source appréciable de revenus seigneuriaux. Avec l'affaiblissement de l'autorité royale et comtale, les ambitions personnelles se dévoilent, engendrant convoitises et contestations. Les tentatives d'imposer le droit de ban aux marges du territoire contrôlé, et les conflits de succession dus à l'instauration récente du droit d'aînesse, dégénèrent régulièrement en guerres privées, dont pâtit en premier lieu la population rurale.
Cette évolution de la société pose problème car elle implique que la jouissance des terres passe d'une élite foncière à une élite guerrière. Le découpage des grandes propriétés foncières n'est pas linéaire : au fil des donations les terres sont extrêmement morcelées et dispersées sur de grandes distances et la zone sur laquelle la châtellenie exerce sa protection est trouée d'enclaves autonomes, que le seigneur prétend soumettre aux mêmes redevances et la même justice que ses manants.
Dès lors, la revendication du droit de ban et de justice sur les terres d'Église ou de propriétaires laïcs dont les biens et les revenus sont menacés, entraîne un fort mécontentement. De plus les seigneurs n'hésitent pas à user de violence, intimident ou maltraitent les paysans ou se livrent au pillage, ce qui ne manque pas d'accroître le mécontentement de la population.
Les principales sources sur ces changements sont ecclésiastiques et doivent être analysées avec prudence. En effet, les nombreuses exactions dénoncées par les clercs, comme les brigandages, ne sont pas forcément des actes de violence directe : les châtelains essayent d'imposer des taxes aux habitants des terres d'Église, ce qui réduit les revenus de ces religieux. Ces « brigands » sont bien souvent des spoliateurs de l'Église en ce sens qu'ils contestent ou rejettent les droits des églises sur les terres dont ils sont les héritiers. Les adversaires de l'Église sont des puissances laïques que l'autorité politique ne parvient pas seule à réprimer. Les couvents et les églises subissent souvent les pressions de descendants des donateurs qui cherchent à récupérer les biens patrimoniaux dont ils auraient dû hériter. L'Église prend donc sa propre défense, ce qui est révélateur du glissement de l'autorité dans sa direction et de l'affaiblissement de l'État. L'Église représente la seule force morale, le seul frein à la violence des seigneurs et des chevaliers.
Au total, les intérêts des châtelains sont en conflit avec ceux de la paysannerie, du clergé et des puissants, et le mouvement de la Paix de Dieu découle des efforts de ces trois groupes sociaux pour neutraliser les excès de la noblesse naissante.

### Renouveau religieux de l'an mil

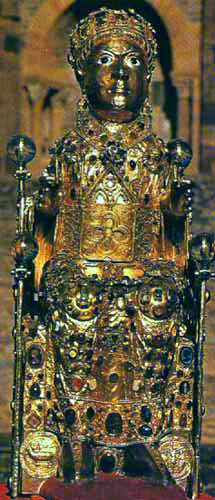
Statue-reliquaire de sainte Foy (IXe siècle). Trésor de l'abbatiale Sainte-Foy de Conques.

L'Église n'est pas épargnée par les désordres des IXe et Xe siècles. Des charges d'abbés, paroissiales ou ecclésiastiques sont données à des laïcs pour se former des clientèles, et la discipline monastique se relâche, le niveau culturel des prêtres chute. En contrepoint, les rares monastères qui ont conservé une conduite irréprochable acquièrent une grande autorité morale.
Si l'on considère actuellement que les craintes générées par l'approche de l'an mil ont été largement surestimées, il n'en reste pas moins que l'époque est traversée par un regain de ferveur religieuse. Pèlerinages et cultes des reliques sont de plus en plus pratiqués. D'après Georges Duby, qui défend la thèse d'une mutation féodale rapide aux alentours de l'an mil, l'Apocalypse est le texte sacré qui retient l'attention la plus passionnée. On y lit que « "Les mille ans écoulés, Satan, relâché de sa prison, s'en ira séduire les nations dans les 4 coins de la terre, Gog et Magog, et les rassembler pour la guerre, aussi nombreux que le sable de la mer. ». Les exactions des guerriers semblent correspondre à ce texte sacré. Dès lors, un soin particulier est mis à se laver de ses péchés. En particulier les monastères intègres reçoivent de nombreuses donations pour obtenir des prières d'absolution post mortem. Le choix des abbés s'oriente de plus en plus vers des hommes d'une grande intégrité et certains tels Guillaume d'Aquitaine vont jusqu'à donner l'autonomie et l'immunité à des monastères qui élisent leur abbé. Ce fut le cas de Gorze, Brogne ou Cluny. D'autres monastères utilisent des faux certificats d'immunité pour acquérir l'autonomie.
De tous ceux-ci, Cluny connaît le développement et l'influence les plus remarquables. Sous la férule d'abbés dynamiques tels qu'Odon, Maïeul ou Odilon, l'abbaye entraîne d'autres monastères qui lui sont rattachés, et constitue bientôt un ordre très puissant (en 994, l'ordre de Cluny compte déjà 34 couvents). L'une des grandes forces de Cluny est de recruter une bonne partie de ses membres, et particulièrement ses abbés, dans la haute aristocratie : Bernon (909-927) appartient à l'aristocratie du comté de Bourgogne, Odon (927-942) à une grande famille de Touraine, Mayeul (948-994) à la famille provençale des Valensole, Odilon de Mercœur (994-1048) à un lignage comtal d'Auvergne, Hugues de Semur (1049-1109) est le beau-frère du duc capétien de Bourgogne, et sa nièce épousera le roi de Castille Alphonse VI, Pons de Melgueil (1109-1122) est apparenté aux comtes d'Auvergne et de Toulouse, Pierre de Montboissier, dit Pierre le Vénérable (1122-1156), est issu d'une famille seigneuriale d'Auvergne. Aymard (942-948) est le seul abbé issu d'un milieu modeste.
Pour favoriser la conversion des populations païennes, le culte des saints a été vivement encouragé dès le VIe siècle. La possession de reliques par les monastères et autres édifices religieux est recherchée, car l'afflux de pèlerins qu'elles entraînent est source de bénéfices importants. Les pèlerinages se développent intensément et c'est d'ailleurs sur les chemins de Saint-Jacques-de-Compostelle que Cluny étend son influence à cette époque.
Depuis l'époque carolingienne, les évêques réunissent des conciles régionaux où il est de bon ton pour la noblesse de figurer. Avec les invasions du IXe siècle et leur cortège de dévastations, on prend l'habitude de sortir les reliques de leur sanctuaire, en organisant des processions lors des calamités publiques, et pour réclamer la justice contre les ennemis ou les usurpateurs d'une église. Cet usage s'applique aussi aux déprédations dues aux seigneurs locaux : c'est lors d'un de ces rassemblements expiatoires que démarre le mouvement de la paix de Dieu.

## L'invention de la Paix

### Premières assemblées de Paix

La participation des évêques à la Paix de Dieu. D'après H.-W. Goetz, « La Paix de Dieu en France… », p. 138.

Le mouvement de la Paix de Dieu émerge au milieu du Xe siècle lorsque les premières assemblées de paix s'organisent. Il s'agit d'assemblées réunies en plein air, dans des lieux choisis pour leur antique sociabilité populaire[réf. souhaitée], pour restaurer « la paix qui vaut mieux que tout » (pax que omnia superat…) selon Étienne II, évêque de Clermont à l'assemblée qu'il y convoque en 958. Placées en général sous la protection d'un saint particulièrement vénéré (Martial à Limoges, Front en Velay, Foy en Rouergue, Saturnin dans le Toulousain), elles rassemblent le clergé local et les milites (seigneurs et chevaliers) sous le regard d'une population considérable attirée par la présence des reliques. Certaines chroniques ou recueils de miracles insistent sur l'importance de ces foules pieuses réunissant, si l'on en croit le moine bourguignon Raoul Glaber dans ses Histoires, « les grands, les moyens et les petits, […] tous prêts à obéir à ce qui aurait été ordonné par les pasteurs de l'Église, comme si une voix venant du ciel parlait aux hommes sur la terre ».
Cette voix, c'est celle de l'évêque qui, parfois conjointement avec le prince ou le roi de France, convoque l'assemblée et en dirige les débats. De fait, ces assemblées sont loin d'êtres spontanées : le choix du lieu, des participants et du rituel sont fixés à l'avance.
Géographiquement, le phénomène des assemblées de paix prend son essor dans la partie méridionale du royaume de Francie, au sud de la Loire en Aquitaine. Jusqu'au début du XIe siècle, c'est plus précisément dans les terres ducales du Massif central et de ses marges occidentales (Auvergne, Velay, Limousin, Poitou) qu'ont lieu l'essentiel des assemblées, prolongées vers le Languedoc (Narbonne, 990) et le royaume de Bourgogne (Anse, près de Lyon, 994). Il s'agit de territoires où l'autorité royale et même ducale peine à s'imposer et où la parcellisation du pouvoir entre les différents seigneurs est particulièrement importante. Auvergne et Limousin notamment sont des « zones périphériques » mal contrôlées : l'indépendance assez large dont disposent les châtelains locaux leur permet de mener librement ces guerres privées que, à tort ou à raison, les sources ecclésiastiques à notre disposition assimilent souvent à de vulgaires rapines. Cependant, le fait que la Paix de Dieu émerge dans ces territoires du centre de la France ne s'explique pas uniquement par la nécessité dans laquelle se trouvent des autorités épiscopales constatant la carence princière : ce sont aussi des régions plus ouvertes aux influences monastiques, moins marquées par l'idéal carolingien ancien d'une paix assumée par l'autorité royale, « moins traditionnelles, plus ouvertes aux nouveautés : on y cherche des formes de régulation sociale qui soient mieux adaptés à l'âge seigneurial, qui canalisent le pouvoir des sires et protègent les faibles des exactions ».
Ce sont donc des évêques de ces régions centrales du royaume qui assument la convocation des premières assemblées de paix, sous forme de plaids. Ils sont souvent liés à des milieux monastiques soucieux de réforme : Étienne II, évêque de Clermont depuis 943, est également abbé de Conques et fondateur du monastère de Saint-Germain-Lembron. Il prend l'initiative de diriger deux plaids : l'un à Clermont en 958, où il cherche à mettre un terme aux guerres privées des seigneurs auvergnats ; l'autre, en collaboration avec les évêques de Cahors et de Périgueux, en 972 à Coler près d'Aurillac, où il parle de la paix sans laquelle « personne ne verra Dieu » pour défendre les biens d'Église. De même, Guy d'Anjou, évêque du Puy, issu d'une puissante famille et réformateur de l'abbaye Saint-Paul de Cormery, dirige le plaid de Laprade, vers 975. Ces deux hommes sont en outre issus de puissantes lignées et disposent de ce fait des réseaux nécessaires au développement de leur action. Guy d'Anjou a ainsi les moyens militaires nécessaires pour imposer par la force aux milites présents à Laprade de prêter le serment de rendre les biens spoliés et de les garantir en livrant des otages.
Pour plusieurs historiens, notamment Christian Lauranson-Rosaz, ces premières assemblées marquent bien les débuts du mouvement de la paix de Dieu, dans la mesure où elles montreraient que l'Église a précocement et progressivement « été amenée à relayer un pouvoir civil défaillant tout en s'inscrivant dans le prolongement d'une très vieille tradition canonique selon laquelle se tenaient parfois dans les diocèses des assemblées de paix », et cela même si elles sont juridiquement des synodes plus que des conciles de paix. En effet, il leur manque un élément institutionnel important : le serment, qui n'émerge qu'avec le concile de Charroux en 989.

### Premiers conciles de paix
C'est au concile de Charroux, le 1er juin 989, que la Paix de Dieu prend toute son ampleur. C'est là, en effet, que les assemblées se transforment véritablement en conciles, les décisions étant consignées dans des canons de plus en plus élaborés. D'autres conciles suivent en Aquitaine, à Narbonne en 990, à Saint-Paulien (concile dit « du Puy ») en 994, à Limoges en 998 et à Poitiers vers 1010. Cependant, la Paix de Dieu n'est pas homogène, ni universelle. Au contraire, il s'agit pendant longtemps d'un mouvement intermittent et localisé, l'Église ne l'initiant que là où elle en a besoin et peut l'imposer.
Pris en main par Cluny (à partir de 1016), le mouvement touche alors d'autres régions : il atteint la Bourgogne où un concile se tient à Verdun-sur-le-Doubs (1021). Sous la présidence d'Hugues de Chalon, évêque d'Auxerre, d'Odilon de Cluny et peut-être du roi Robert le Pieux, la « paix des Bourguignons » est signée. Odilon de Cluny commence alors à jouer un rôle majeur. Il propose dans un premier temps aux chevaliers bourguignons une diminution de la faide (guerre privée) et la protection des chevaliers qui feront le Carême. Dans un second temps à partir de 1020, Odilon instaure une nouvelle paix clunisienne en Auvergne par le biais de sires de sa parenté.
Le mouvement se propage vers le nord par la vallée du Rhône ( concile de Vienne). Le Nord de la France est atteint plus tardivement en raison de l'opposition initiale de plusieurs prélats : conciles de Verdun-sur-le-Doubs vers 1019-1021 et de Beauvais en 1023. De fait, avec la mort de Guy d'Anjou en 996, le mouvement change pour une part de nature : désormais, à partir du concile de Limoges de 998, les princes eux aussi s'investissent dans le mouvement et en utilisent la dynamique. Ce sont d'ailleurs ces princes qui transmettent le mouvement au Nord malgré l'opposition virulente de plusieurs prélats importants tels que Gérard de Cambrai ou Adalbéron de Laon proches des Carolingiens et très hostiles aux Clunisiens qui soutiennent l'instauration d'une dynastie capétienne. En particulier, Robert le Pieux multiplie les assemblées : après celle d'Orléans, il en rassemble une à Compiègne (1023), à Yvois (1023) et à Héry (1023). La seconde vague de paix, de plus en plus imprégnée par les moines, connaît son paroxysme avec l'initiation à la Trêve de Dieu (concile de Toulouges, 1027).
Au total, on dénombre vingt-et-une assemblées de Paix, mais les décrets ne sont connus que pour seulement huit d'entre elles.
Le processus de propagation du mouvement de Paix s'est déroulé en deux phases principales :
1. 989-1010 : de Charroux à Poitiers, la Paix en Aquitaine.
2. 1019-1038 : de Verdun-sur-le-Doubs à Bourges, la Paix gagne la Bourgogne, la Vallée du Rhône et enfin le Nord de la France, avant de connaître un renouveau en Aquitaine.

### Un mouvement populaire et antiseigneurial?

Le mouvement de la Paix de Dieu assoit par des décisions conciliaires le rôle de chacun des trois ordres - principes, nobiles et vulgaris plebs - dans la société médiévale.

Les historiens du XIXe siècle se sont appuyés sur les écrits de l'époque (chroniques, récits de miracles) pour décrire les foules implorant le secours des saints à l'approche de l'an mil. Ainsi, le moine Raoul Glaber, dans ses Historiae de 1020-1047, dénonce dans une perspective eschatologique, la violence des seigneurs et déplore les malheurs des temps (l'ergotisme ou mal des ardents qui frappe en Aquitaine en 994 est perçu comme un châtiment divin) qui entraîne de grands rassemblements autour des reliques de saints limousins. Les ecclésiastiques réunis en concile vont exploiter ce mouvement pour imposer la Paix de Dieu.
Cependant, la présence réelle et active des humbles est très difficile à évaluer, les moines ayant tout intérêt à en exagérer l'importance afin de marquer l'impact des translations de reliques et le pouvoir d'attraction des saints présentés aux conciles (guérisons, miracles). La crainte du clergé est de voir ces pratiques conduire à un retour à des pratiques païennes. Sainte Foy de Conques est le symbole même de la statue-vénération.
Si la Paix de Dieu se base sur un mouvement populaire dans sa première phase (989-1010), elle bénéficie ensuite du soutien du roi Robert II le Pieux et de la haute noblesse qui y voient un moyen de structurer et de pacifier le royaume. Les conciles en Aquitaine ont souvent été convoqués par le duc Guillaume d'Aquitaine. Si la contestation paysanne a un caractère antiseigneurial, l'Église ne cherche pas à se substituer au pouvoir central mais plutôt à moraliser la conduite de la noblesse. Les serments établissent un compromis juridique et foncier entre laïcs armés et ecclésiastiques : ils institutionnalisent la seigneurie.
Princes et évêques obtiennent que ces négociations se déroulent sous leur tutelle pour éviter que le mouvement ne leur échappe. D'autre part la faide, déplorée par les nombreux lettrés qui décrivent leur époque, est nécessaire à la société : trouver des vengeurs garantit la sécurité de telle ou telle seigneurie. La Paix de Dieu n'est pas une révolte populaire visant à changer le monde mais un courant soutenu par les puissants qui œuvre au maintien de l'équilibre social.
Elle assoit, par les décisions de ses conciles, le nouvel ordre social donnant une structure ternaire à la société médiévale (ceux qui prient, ceux qui combattent, ceux qui travaillent) à l’image de la Cité de Dieu chez saint Augustin,.

## Objet des assemblées de Paix

### La protection des biens d'Église

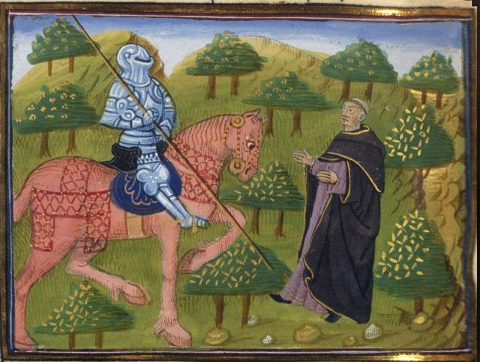
Le mouvement de la Paix de Dieu entend faire respecter les biens de l'Église.

La préoccupation première de la plupart des assemblées de Paix est la protection du patrimoine ecclésiastique. L'autorité politique (le roi, le comte) ne parvenant pas à réprimer les seigneurs, l'Église doit donc prendre sa propre défense face à ces laïcs.
Au synode de Laprade (975-980), l'évêque du Puy tente par tous les moyens (guerre, paix) de préserver ou de récupérer les domaines ecclésiastiques spoliés par des seigneurs laïcs du voisinage. Au Puy (990-994), on décrète l'inviolabilité des églises et l'interdiction de saisir des animaux dans l'aître d'une église. Au concile d'Anse, près de Lyon, en 994, l'abbé de Cluny défend sa seigneurie ecclésiastique contre les empiètements des princes laïcs.
Lors du concile de Charroux en 989, la protection des églises est une fois de plus au cœur des dispositions : « anathème à qui viole les églises : si quelqu'un viole une église sainte ou s'il veut en retirer quelque chose par la force, qu'il soit anathème - à moins de faire réparation ».
Au concile de Poitiers en 1010, on statue à propos des biens qui ont été spoliés depuis les cinq dernières années ou dans les années qui suivront ce concile. À celui de Limoges (1031), il s'agit à nouveau de lutter contre les spoliations de biens ecclésiastiques, contre ceux qui contestent les propriétés ecclésiastiques. À Vienne, le jureur s'engage à ne pas enfreindre les terres et les bâtiments d'Église.

### La protection des «pauvres»
Si la préoccupation principale de ces assemblées, surtout en Auvergne, est la défense des intérêts des seigneuries ecclésiastiques contre les intérêts des seigneuries laïques voisines,, l'importance de protéger les « pauvres » apparait progressivement. Ce n'est qu'une dimension secondaire de la Paix, mais elle apparaît de plus en plus fréquemment.
Le mot « pauvre » désigne ceux qui ne peuvent pas se défendre, c'est-à-dire les paysans, mais aussi et surtout les clercs et les moines (les pauvres de Dieu).

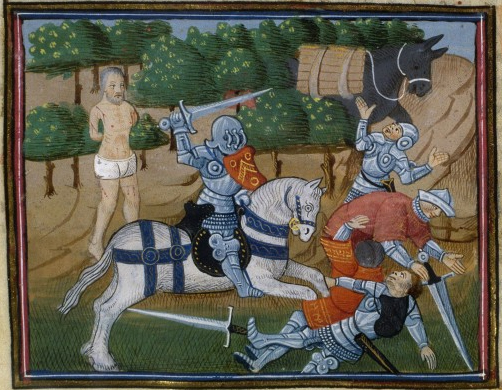
Le chevalier se doit de protéger ceux qui ne peuvent se défendre : La Paix de Dieu officialise le rôle de protecteur dévolu à la noblesse.

Bien que peu présente dans les assemblées du Massif central, on trouve quelques traces de cette préoccupation. Au Puy, on décide que les clercs doivent être protégés car ils ne peuvent porter d'armes (ce qu'il leur est d'ailleurs rappelé). Au concile d'Anse, on interdit à tout dignitaire et à toute autorité militaire de saisir dans les villages dépendant de Cluny les hommes qui y vivent ou leur bétail, et il est aussi interdit de se livrer à des rafles ou à d'autres exactions sur les paysans relevant des terres ecclésiastiques.
Deux des anathèmes de Charroux sont consacrés à la protection des pauvres.
- « Anathème à qui prend les biens des pauvres : si quelqu'un s'empare des moutons, bœufs, ânes, vaches, chèvres, boucs ou porcs de cultivateurs et d'autres pauvres, qu'il soit anathème - sauf si c'est à cause d'une faute du pauvre lui-même, et seulement s'il n'a rien fait pour s'amender »[33].
- « Anathème à qui frappe les clercs : si quelqu'un attaque, capture ou frappe un prêtre, un diacre ou un autre membre du clergé qui ne porte pas d'armes, alors il est sacrilège - sauf si le clerc a été jugé par son propre évêque après s'être rendu coupable d'un délit »[33].

Des serments échangés vont plus loin : ils cherchent à protéger les populations non armées des autres seigneuries, car ne prenant pas part aux conflits, elles doivent être épargnées. On protège aussi les marchands, les pèlerins, etc.
On essaye de faire comprendre à ceux qui se livrent à des exactions qu'il est dans leur intérêt de ne pas exercer de violences sur les pauvres. Les paysans travaillent, produisent, fournissent de la nourriture, les marchands la transportent et en font du commerce ; ils doivent donc être sauvegardés, car ceux qui les attaquent, les pillent ou les tuent, se privent de ressources pour eux-mêmes. Sur ce point les intérêts de la haute aristocratie et de l'Église convergent.

### Stabilisation monétaire
La fin du Xe siècle est une période de grande croissance économique. Mais la faiblesse du pouvoir central entraîne la multiplication des ateliers de frappe monétaire et surtout la pratique du rognage ou des mutations. Ces pratiques entraînent des dévaluations tout à fait préjudiciables. C'est pourquoi, au XIe siècle dans le Midi, les utilisateurs doivent s'engager à ne pas rogner ou falsifier les monnaies, et les émetteurs s'engagent à ne pas prendre prétexte d'une guerre pour pratiquer une mutation monétaire.

### Limites
Il ne s'agit donc pas d'une paix universelle, vue anachronique, mais d'un mouvement visant à protéger les biens d'Église. Il n'est nullement question de réglementer le droit de guerre, ni d'interdire de manière générale le butin des guerres privées, ni de soustraire les paysans aux méfaits d'une présumée chevalerie formée de milites incontrôlés.
Par exemple, au concile de Limoges en 1031, les décisions ne concernent que le seul droit de l'Église et il n'est pas question de l'ordre public. À Vienne, il ne s'agit pas d'interdire la guerre privée, mais d'en limiter les effets à ceux-là seuls qui y sont impliqués (donc les gens de guerre). En particulier la Paix de Dieu ne vise pas à limiter la guerre entre princes et le serment de Verdun-sur-le-Doubs (vers 1020) évoque les châteaux illégaux qu'il faut assiéger avec le roi, le comte ou l'évêque, autorisant la levée de vilains pour ce type d'actions. Dès lors l'autorité des grands sur leurs vassaux s'en trouve renforcée.
En outre, de nombreuses exceptions, souvent marquées par des « sauf si » comme dans les anathèmes de Charroux, limitent les décrets des assemblées. Les limitations ne valent que pour les jureurs, sur des terres qui ne sont pas les leurs. L'ost de l'évêque en est dispensé lorsqu'il lutte contre les violateurs de cette paix. Tout seigneur pourra donc agir comme il l'entend sur ses propres terres. Le jureur est dispensé de son serment lorsqu'il participe à l'ost du roi, des comtes ou des évêques, mais il devra toutefois ne pas enfreindre les sauvetés des églises, « sauf si » on lui a refusé de lui vendre les vivres nécessaires. Au total, les serments de la Paix de Dieu, tolèrent un certain nombre d'exactions et agissent moins sur la paix générale qu'ils ne permettent l'instauration d'une société structurée avec ses trois états où le rôle de chacun est de mieux en mieux défini.
De plus, les serments ont bien souvent une durée de validité : par exemple, celui de Verdun-sur-le-Doubs ne contraignait les jureurs que pendant sept années.
Le mouvement s'arrête aux frontières de la Lotharingie où l'autorité des ottoniens permettaient de garantir la sécurité.

## L'application des décrets

### Moyens d'action
L'application des décrets est garantie par l'engagement solennel, le serment de paix, que les participants aux conciles prêtent eux-mêmes et qu'ils s'efforcent d'obtenir des grands. Le serment contraint ceux qui l'ont juré de respecter leurs engagements.
Pour contraindre les récalcitrants, trois types de solutions pouvaient être employées :
- la justice : l'Église s'efforce de revaloriser les tractations et le recours à la justice. Au concile de Poitiers, on décide que les conflits devront être portés devant l'autorité judiciaire de la région. À Limoges, il est décidé que les différends devront se régler par la paix dans cette assemblée et non par la violence au dehors. Le serment de Vienne cherche avant tout à régler les contentieux par la concertation et le dialogue, et à accroître la juridiction de l'évêque ;

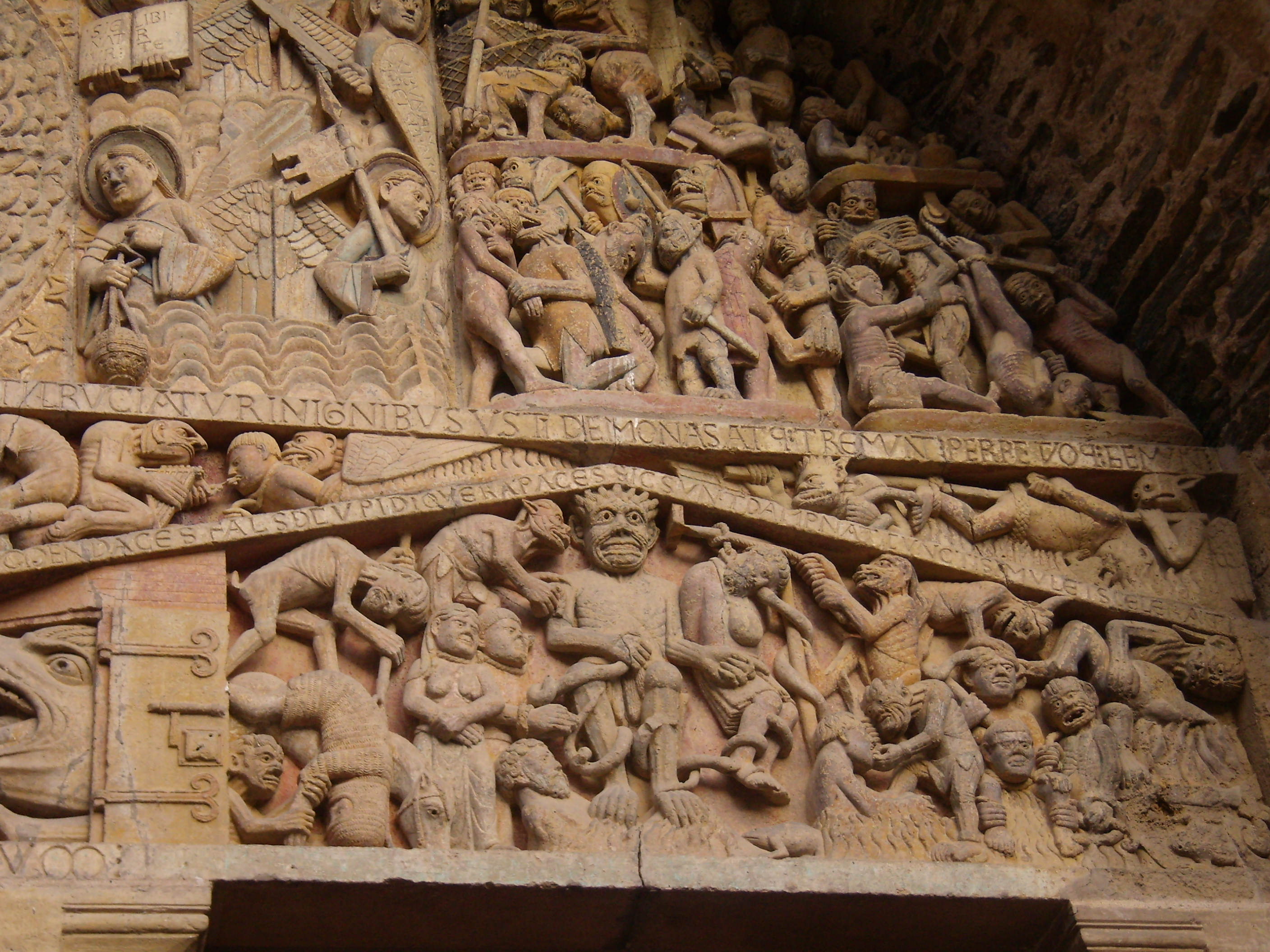
Tympan de l'abbatiale de Conques (XIe siècle): En bas à gauche un chevalier non vertueux est précipité en enfer.

- les sanctions spirituelles : les prélats sacralisent les décisions de jurisprudence conciliaire. À ceux qui observeront ces préceptes, les évêques accorderont l'absolution de leurs péchés et la bénédiction éternelle, mais ils lanceront des malédictions et des excommunications contre ceux qui refusent d'obéir aux instructions épiscopales, contre ceux qui contestent les propriétés ecclésiastiques et qui refusent de s'en remettre au jugement des princes et des prélats. L'Église a principalement utilisé l'anathème (excommunication majeure), l'excommunication ou encore l'interdit (privation des biens spirituels (offices religieux, sépulture en terre sacrée, sacrements)), qui se généralisent et qui deviennent l'arme principale des évêques. Ces malédictions ne sont que provisoires, le but étant d'amener les fautifs devant la justice ;
- la force armée : l'Église peut aussi en faire usage si les autres moyens ne sont pas suivis d'effet. Ainsi, Guy d'Anjou, évêque du Puy, a contraint tous ses diocésains à jurer la paix sous la menace des armes. La nécessité de défense armée pourrait être liée au réel affaiblissement du pouvoir royal, puis ducal, depuis le début du Xe siècle[36].

La Paix de Dieu est un garant de l'ordre public et se substitue partiellement à l'autorité royale ou princière qu'elle cherche à renforcer dans ses prérogatives de police, d'ordre et de justice.
Cependant, le risque de dérive existe.

### Oppositions et dérives
Les armes spirituelles ne se révélant pas toujours suffisantes malgré les menaces, très réelles, d’excommunication et d’interdit, des ligues ou des milices de paix se constituent. Elles sont aussitôt jugées subversives parce qu’antiseigneuriales. À Bourges en 1031, l’archevêque Aymon laisse se créer une milice de la paix. Il l’utilise pour mener une action guerrière contre les milites récalcitrants. Les évêques présents au concile de Bourges en 1031 doivent faire prêter serment à tous les fidèles de plus de 15 ans et c’est un véritable ost de la paix avec des chevaliers, des paysans, le vicomte de Bourges et l’archevêque qui assiège les châteaux des seigneurs récalcitrants comme le château de Bennecy. L’assaut tourne au massacre et, selon Raoul Glaber, 1 400 personnes (essentiellement des paysans qui y étaient réfugiés avec femmes et enfants) périssent dans l’incendie provoqué par les assaillants, le chevalier poursuivi ayant pris la fuite depuis longtemps. Le récit des faits par André de Fleury discrédite ce type d’actions, menées par des puissants et légitimées par un mouvement qu’ils ont largement récupéré mais qui n’en respecte pas la philosophie.

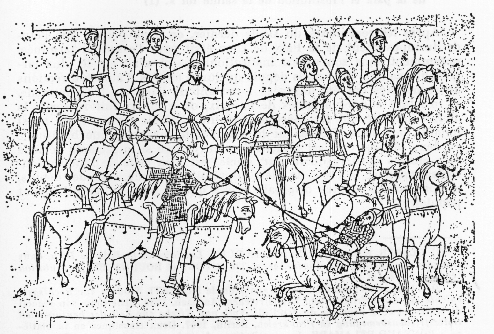
L'institution de la Paix de Dieu, Livre des Macchabées, Bible de Saint-Pierre-de-Roda, fin Xe siècle-début XIe siècle (Bibliothèque Nationale, Paris).

Cette milice est massacrée le 18 janvier 1038 à Châteauneuf-sur-Cher, alors qu’elle s’attaque au seigneur de Déols. Elle franchit le Cher et se retrouve face à l’armée du seigneur de Déols qui joue un coup de bluff : il monte ses piétons sur tous les animaux qu’il peut trouver. Les miliciens, croyant qu’ils sont face à une puissante cavalerie, paniquent et essayent de retraverser le Cher (la traversée de rivières sans pont est périlleuse à l’époque). Ils sont taillés en pièces et beaucoup périssent noyés. La cause est dénaturée et le mouvement a perdu du crédit, mais on peut y percevoir le principe des croisades d’une guerre menée sur des principes religieux.
L’unanimité de la Paix s’efface lorsque certains clercs dénoncent la mise en valeur trop ostentatoire des statues de saints et de leurs reliques. Leur culte est alors assimilé à des pratiques idolâtres et taxé d’hérésie.
Le concile de Limoges (998) se fait sans Guy d’Anjou, décédé en 996. C’est un tournant pour le mouvement, car, peu avant sa mort, Berthe de Bourgogne, veuve d’Eudes de Blois, devient la concubine du roi Robert le Pieux, contre l’avis de Cluny et d'Abbon de Fleury : l’abbaye traverse alors une grave crise et son expansion marque le pas pour une dizaine d’années.
La diffusion de la Paix dans le nord du royaume rencontre des oppositions : les évêques du Nord, tels Gérard de Cambrai et Adalbéron de Laon, ne sont pas favorables à l'instauration des mouvements de paix dans leur diocèse. Dans le Nord-Est du royaume, la tradition carolingienne est encore très forte et elle avance que seul le roi est le garant de la justice et de la paix. D'autre part, les évêques sont souvent à la tête de puissants comtés et n'ont pas besoin d’asseoir leur autorité par la Paix de Dieu, contrairement à leurs confrères méridionaux. Les prélats considèrent aussi que la participation populaire au mouvement est telle qu'il risque de montrer un caractère trop ostentatoire des reliques, ce qui est contraire aux volontés divines. Gérard de Cambrai et Adalbéron de Laon, sur le fondement de la théorie des trois ordres, développent l’idée que la paix ne peut être que la prérogative du souverain, et en aucun cas celle des ecclésiastiques (dont le « roi Odilon »). Quand Robert le Pieux prend en charge le mouvement au nord du royaume, Gérard de Cambrai finit par accepter de faire promettre (et non de jurer) la Paix de Dieu dans son diocèse.

### La Trêve de Dieu

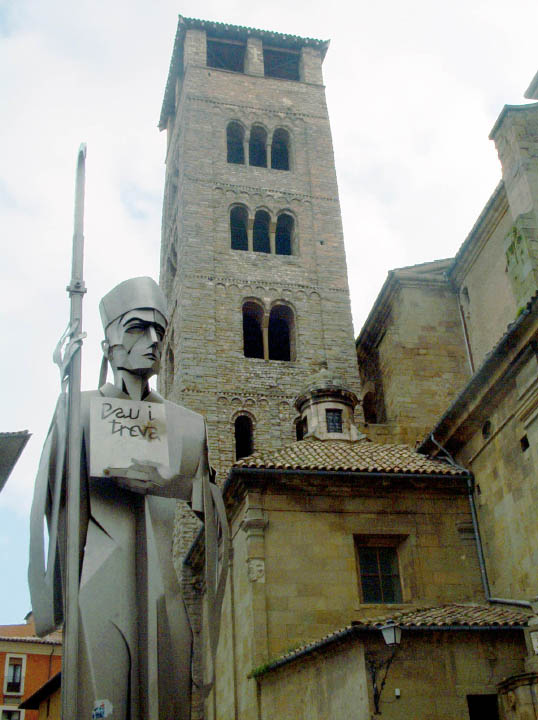
Représentation moderne de Oliva de Besalù devant la cathédrale de Vic.

Le mouvement reprend de la vigueur en 1027, en Catalogne où Oliva de Besalù l'évêque de Vic très lié à Cluny lance la Trêve de Dieu avec le Synode d'Elne (dit concile de Toulouges, 1027), puis en 1033 un synode à Vic, son propre diocèse. Il introduit une notion temporelle : les exactions et combats sont interdits le dimanche.
À Vic, la Trêve se définit comme la protection des chrétiens pendant les périodes liturgiques, et relève du seul clergé contrairement à la paix qui relève du comte et de l'évêque. À Vic, on retrouve le triptyque de Charroux : l'espace sacré des trente pas autour de l'église, les vilains à ne pas maltraiter, ni les dépouiller de leurs vêtements, ni de leur cire (article du Puy, cette fois). Comme pour le serment de Vienne, il faut également prendre garde aux mules et mulets et ne pas détruire de maisons : cette fois, on protège davantage la vie et le travail des paysans.
Dans les années 1030-1040, le mouvement est relayé par les clunisiens. Odilon de Cluny met toute la puissance du réseau de sa congrégation au service de l'œuvre de paix, et des archevêques. Il s'agit maintenant de prescrire une suspension des hostilités entre « bellatores » (guerriers) durant certaines périodes de l'année, à l'instar des temps prohibés du calendrier chrétien. En interdisant toute activité militaire pendant les périodes liturgiques, l'Église souhaitait rendre impossible toute grande entreprise militaire. La guerre n'est plus autorisée que 80 jours répartis tout le long de l'année (décision du concile de Narbonne en 1054). La Trêve de Dieu introduit la réprobation de l'homicide entre chrétiens : ce même concile promulguant que « Nul chrétien ne tue un autre chrétien, car celui qui tue un chrétien c'est le sang du Christ qu'il répand ». C'est ce mouvement, plus que la Paix de Dieu qui dans les faits instaure la paix médiévale.
C'est aussi durant cette période que le mouvement (de Paix-Trêve) s'institutionnalise, pris en main exclusivement par les clercs, évêques et moines réformateurs. Lors des conciles de la seconde moitié du XIe siècle, sont promulguées à la fois des dispositions de paix et de trêve, les deux institutions étant désormais liées.
Comme la Paix, la Trêve se propage du Midi vers le Nord grâce à l'appui des réseaux d'Église réformateurs, avec cependant des variantes selon les régions. Deux modèles bien distincts sont ainsi repérables : le premier, méridional (Languedoc, Catalogne), adopte la forme d'un serment, tandis que le second, « français » (Nord, Picardie, Normandie) prend celle d'un monitoire des évêques à leurs diocésains et gravite autour de la seule idée de Trêve.

## Évolution du mouvement

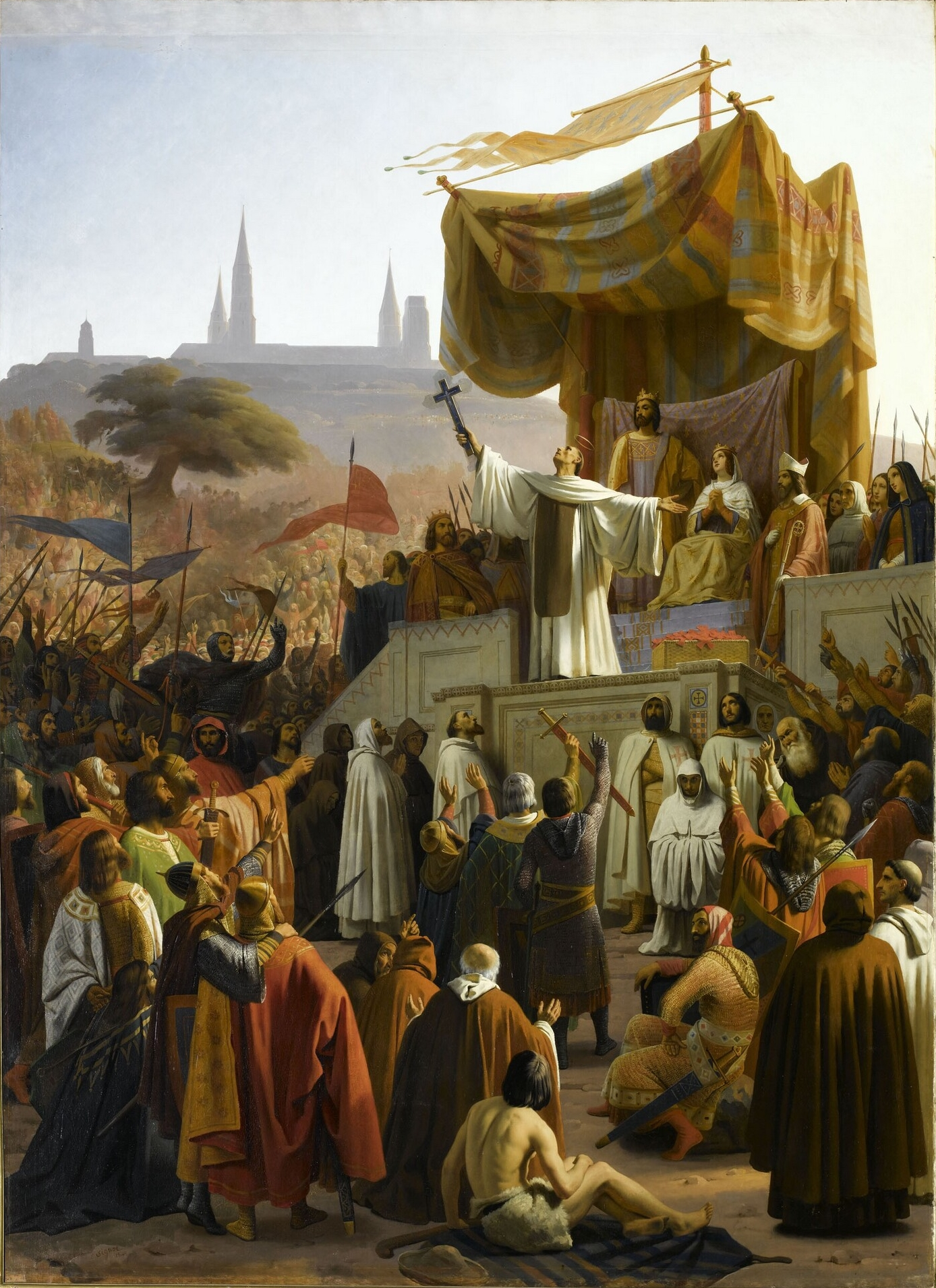
Bernard de Clairvaux prêchant la 2e croisade, à Vézelay, en 1146.

La paix et la Trêve de Dieu ne sont pas les seuls outils utilisés par l'église pour moraliser la conduite de la chevalerie : elle introduit aussi des notions religieuses dans les serments de vassalité ou bénit les armes des chevaliers.
Par la Paix de Dieu, l'Église ne cherche pas à interdire la guerre et à promouvoir la paix : elle moralise la paix et la guerre en fonction de leurs objectifs et de ses intérêts. C'est en cela que la Paix de Dieu constitue une étape préparatoire importante de la formation de l'idée de croisade.
Les ducs et comtes retrouvent assez de pouvoir pour reprendre en main le mouvement de paix : en 1047, en Normandie, la Paix de Dieu devient la paix du duc (concile de Caen) ; en 1064 en Catalogne, elle devient la paix du comte. Dans le même temps, la paix s'internationalise, s'étendant aux pays voisins de la France : Catalogne, Angleterre, pays germaniques. La papauté conforte enfin le mouvement : Urbain II, ancien moine clunisien, reprend lors du concile de Clermont (1095) les dispositions promulguées aux conciles de paix. Il y invite tous les chrétiens à observer entre eux une paix perpétuelle et à aller combattre l'hérétique. C'est ainsi que la Paix débouche sur la croisade.
Cependant, même avec les croisades, le mouvement ne garantit pas complètement la paix dans l'occident médiéval. De retour de Terre Sainte, les chevaliers entendent être davantage respectés et se sentent libres de châtier ceux qui s'opposeraient à leurs intérêts. Or, nombreux sont ceux qui malgré la protection de l'église voient leurs biens spoliés durant leur absence. Ceci étant, les croisades dérivent fortement la violence des temps vers l'infidèle et permettent de créer des ordres militaires, où les chevaliers adoptent une vie monastique, devenant de véritables soldats du Christ.
Le XIIe siècle, en même temps qu'il est période de reconstruction du pouvoir royal, voit se transformer le mouvement de Paix. Durant la première moitié du siècle, le roi reprend en main le domaine royal, faisant reculer les ambitions des seigneurs. Dans le même temps, l'Église et la papauté font de nouveau appel aux autorités civiles (roi et princes) pour assurer les prérogatives judiciaires. C'est dans le cadre de cette restauration de l'autorité royale que Louis VII, lors d'une grande assemblée tenue à Soissons le 10 juin 1155, récupère l'institution de Paix : la Paix de Dieu devient la Paix du Roi.
Au total, la Paix de Dieu s'inscrit dans un vaste mouvement d'institutionnalisation de l'occident médiéval. Les rôles dans la société de chaque ordre sont définis : ceux qui prient, ceux qui combattent et ceux qui travaillent. C'est par la moralisation progressive des élites que ce but est atteint. La réforme grégorienne et la création d'ordres religieux moralisent la conduite du clergé. La bénédiction des armes des combattants, les mouvements de la paix et de la Trêve de Dieu, les pèlerinages, les croisades et la création d'ordres militaires moralisent la conduite de la noblesse. Ce mouvement général contribue à la centralisation du pouvoir. Après une période où la décentralisation secondaire à la dissolution de l'Empire carolingien a entraîné un redémarrage économique centré sur l'agriculture favorisé par les investissements des propriétaires fonciers (moulins, fours…). Cet essor économique générant le développement de villes, du commerce et de l'artisanat, un pouvoir central garantissant la sécurité des axes de communication et des marchés devient de plus en plus nécessaire. Les autorités royale, impériale, ducale ou pontificale doivent être renforcées et c'est l'autorité religieuse plus que la puissance militaire qui le permet.

#### Documents historiques
- « XIe siècle. La Paix de Dieu selon Raoul Glaber ou Le Glabre », d'après la traduction de Raoul Glaber, Histoire, IV, 5, 14-16. par Georges Duby in L’an mil, 1980. (Mise-en-ligne par Laurent Albaret sur le site clionautes.org)